# TV Busenbach
Der Turnverein Busenbach 1905 e. V. ist ein Sportverein aus der Gemeinde Waldbronn im Landkreis Karlsruhe.

## Überblick
Der Verein wurde 1905 gegründet und bietet folgende Sportarten an: Badminton, Freizeitfußball (ohne Spielbetrieb), Damengymnastik, Koronarsport, Tischtennis und Turnen.

## Tischtennis
Erfolgreichste Sparte des TV Busenbach ist die Tischtennisabteilung. Die erste Damen-Mannschaft spielt seit 2001 in der Bundesliga, als Krisztina Tóth, Laura Stumper, Bao Di, Irene Ivancan und Nadine Schmidt den Aufstieg schafften. 2005 wurde sie Deutscher Mannschaftsmeister in der Besetzung Elke Wosik (Schall), Krisztina Tóth, Martina Smistikova, Zhu Fang und Han Ying.
Zum Ende der Saison 2019/20 kündigte der Verein den Rückzug der Damenmannschaft aus der Bundesliga an, insbesondere aus finanziellen Gründen.  Die Option, die Abteilung dem Nachbarverein ASV Grünwettersbach anzuschließen, wurde vom Gesamtverein verworfen.
In der Saison 2009/2010 standen folgende Spielerinnen im Kader:
1. Shan Xiaona
2. Kristin Silbereisen
3. Laura Stumper
4. Jessica Göbel

Die zweite Damen-Mannschaft trat in der Oberliga Baden-Württemberg an und hatte ein Durchschnittsalter von 13,5 Jahren. Sowohl die erste wie auch die zweite Damenmannschaft wurden nach der Saison 2009/2010 um jeweils eine Klasse zurückgezogen um den im Verein spielenden Nachwuchskräften eine Chance zu geben. Die zweite Mannschaft wurde mittlerweile abgemeldet, während die erste Mannschaft wieder den Weg in die Bundesliga gefunden hatte.
Die Mannschaft der Saison 2016/2017 bestand aus:
1. Jessica Göbel
2. Tanja Krämer
3. Jennie Wolf
4. Katharina Sabo
5. Leonie Hartbrich
6. Yana Timina

Die Herren-Teams können bisher mit diesen Erfolgen nicht mithalten; sie spielen in unteren Klassen.